# Jacqueline Otchere
Jacqueline Otchere (Heidelberg, 5 maggio 1996) è un'astista tedesca.

## Biografia
Figli di padre ghanese e madre tedesca, Otchere ed i suoi fratelli, Colin e Julian, si sono avvicinati presto all'atletica leggera. In principio, Jacqueline si è cimentata nelle corse di velocità e in tutte le discipline costituenti le prove multiple fino a concentrare la propria carriera principalmente nel salto con l'asta. Oltre a successi in campo nazionale giovanile, Otchere ha debuttato internazionalmente nel 2018 prendendo parte ai casalinghi Europei, senza avanzare in finale.

## Palmarès
| Anno | Manifestazione | Sede    | Evento           | Risultato | Prestazione | Note |
| ---- | -------------- | ------- | ---------------- | --------- | ----------- | ---- |
| 2018 | Europei        | Berlino | Salto con l'asta | 17ª (q)   | 4,35 m      |      |
| 2022 | Mondiali       | Eugene  | Salto con l'asta | 10ª       | 4,45 m      |      |
| 2022 | Europei        | Monaco  | Salto con l'asta | 23ª (q)   | 4,10 m      |      |
| 2024 | Europei        | Roma    | Salto con l'asta | 18ª (q)   | 4,40 m      |      |